# Pleurotomella vercoi
Pleurotomella vercoi é uma espécie de gastrópode do gênero Asperdaphne, pertencente a família Raphitomidae.